# 松田康鄉
松田康鄉（1540年—1609年6月3日）是日本戰國時代至江戶時代初期的武將。父親是松田康定。

## 生平
在天文9年（1540年）出生，家中次男。父親康定（松田憲秀的父親松田盛秀的弟弟）是後北條氏家臣。
永祿9年（1566），在越後國的上杉謙信侵攻北條氏的下總國臼井城時，正在守備下總的大和田城，並立即率百餘騎兵前往千葉胤富、白井胤治等堅守的臼井城，在奮戰下，甚至攻至上杉本陣前，最終撃破上杉軍（臼井城之戰。被喻為軍神的謙信親自率軍戰鬥而遭到大敗，成為謙信生涯中最大的敗戰）。因為這次戰功，受北條氏政賜予感狀和太刀長光、以及相模國足柄下郡2百貫。
天正10年（1582年），參與神流川之戰等，在各地轉戰。天正18年（1590年），在小田原征伐中，守備山中城，在奮戰後被攻陷。在小田原城被攻陷後，北條氏亦隨之滅亡。此後，仕於結城秀康。
在慶長14年（1609年）死去。家督由嫡男定勝繼承。

## 人物、逸話
- 在臼井城之戰中，身穿朱色甲冑、具足（赤備）奮戰，上杉謙信看後感嘆「傳聞岩舟山中有赤鬼居住，一定是指他吧」（岩舟山に赤鬼の住むと沙汰しけるは、一定彼がことなるべし），於是被稱為鬼孫太郎、松田之赤鬼等，武名大大提昇。

## 外部連結
- 武家家伝＿松田氏 （页面存档备份，存于）